# Kayu Besar
Kayu Besar is een bestuurslaag in het regentschap Serdang Bedagai van de provincie Noord-Sumatra, Indonesië. Kayu Besar telt 3215 inwoners (volkstelling 2010).